# Файнс, Саватида
Саватида Файнс (англ. Savatheda Fynes; род. 17 октября 1974, Абако) — багамская легкоатлетка (бег на короткие дистанции), победительница и призёр Игр Содружества, чемпионка и призёр чемпионатов мира, чемпионка и призёр летних Олимпийских игр, участница двух Олимпиад.

## Карьера
На летних Олимпийских играх 1996 года в Атланте Файнс выступала в беге на 200 метров и эстафете 4×100 метров. В гладком беге Файнс смогла пробиться в четвертьфинал, где преодолела дистанцию за 23,26 с и выбыла из дальнейшей борьбы. В эстафете команда Багамских Островов (Элдис Кларк-Льюис, Чандра Старрап, Саватида Файнс, Полин Дэвис-Томпсон), за которую Файнс бежала на третьем этапе, завоевала серебряные медали (42,14 с), уступив команде США (41,95 с) и опередив команду Ямайки (42,24 с).
На следующей Олимпиаде в Сиднее Файнс выступала в беге на 100 метров и эстафете 4×100 метров. В первом виде она пробилась в финал, где с результатом 11,22 с заняла 6-е место. В эстафете команда Багамских Островов (Саватида Файнс, Чандра Старрап, Полин Дэвис-Томпсон, Дэбби Фергюсон, Элдес Льюис), за которую Файнс бежала на первом этапе, преодолела дистанцию за 41,95 с и стала олимпийской чемпионкой, опередив завоевавшую серебро команду Ямайки (42,13 с) и бронзового призёра — команду США (42,20 с).